# Baroen-Torejmeer
Het Baroen-Torejmeer (Russisch: озеро Барун-Торей) of Baroen-Tar-Noermeer (озеро Барун-Тарь-Нур) is een endoreïsch zout verlandend steppemeer in de Russische regio Daurië in het zuidelijke deel van de Transbaikal in Oost-Siberië, tegen de grens met Mongolië. Bestuurlijk gezien ligt het in het zuiden van de kraj Zabajkalski. Het meer meet 50 bij 20 kilometer en staat een groot deel van het jaar droog, maar in nattere jaren kan de oppervlakte van het meer oplopen tot 400–578 km² en kan daarbij soms de grens met Mongolië overschrijden. Het meer wordt gevoed door de rivier de Oeldza-Gol (of Oeldza), die ontstaat op de noordelijke uitlopers van het Mongoolse gebergte Chenteja en door de rivier de Imalka, die vanuit het westen naar het meer stroomt. Van november tot april verandert het hele meer tot aan de bodem in ijs.
Het meer wordt aan oostzijde door een smalle landengte gescheiden van het iets kleinere Zoen-Torejmeer, dat net als het Baroen-Torejmeer onderdeel uitmaakt van het natuurreservaat Zapovednik Daoerski. Ten zuiden van het meer ligt de plaats Solovjovsk en aan noordoostzijde de plaats Koeloestaj. In het meer liggen een aantal eilandjes, waaronder Chochon in het zuidelijk deel. In het oostelijk deel ligt het zoutmeertje Bolsjoj Chotogor, dat soms in verbinding staat met het Baroen-Torejmeer.